# زواداوسكيوس
زواداوسكيوس (بالفرنسية: Zudausques)‏ هي بلدية تقع في إقليم باد كاليه من منطقة نور با دو كاليه في شمال فرنسا. تبلغ مساحة هذه المدينة 7.24 (كم²)، وترتفع عن سطح البحر 73 م، يبلغ عدد سكانها 792 نسمة حسب إحصاء المعهد الوطني للإحصاء والدراسات الاقتصادية سنة 2009 م. وترأس Noël Monchy البلدية خلال فترة (2001-2008).